# Delawarefloden
Delawarefloden (engelska: Delaware River) är en av de längsta floderna som mynnar ut på USA:s östkust. 

## Beskrivning
Floden har sina källor i de västra sluttningarna av Catskillbergen i de centrala delarna av delstaten New York. Floden är ca 600 km lång från källorna till utflödet i Delawarebukten. Bukten mynnar slutligen i Atlanten mellan Cape May i New Jersey och Cape Henlopen i Delaware.
Delawarefloden är under en kort sträcka gränsflod mellan delstaterna Pennsylvania och New York, och utgör hela gränsen mellan Pennsylvania och New Jersey liksom mellan New Jersey och Delaware. Runt flodens utlopp i Delawarebukten anlades 1638 den svenska kolonin Nya Sverige.
Viktigare städer längs floden är Trenton i New Jersey, Philadelphia i Pennsylvania och Wilmington i Delaware.
Floden har fått sitt namn efter Thomas West, Lord De La Warr, som var guvernör i Virginia när Delawarefloden upptäcktes.